# Zenonia
Zenonia is een geslacht van vlinders van de familie dikkopjes (Hesperiidae), uit de onderfamilie Hesperiinae.

## Soorten
- Z. anax Evans, 1937
- Z. crasta Evans, 1937
- Z. zeno (Trimen, 1864)